# Witrycy
Witrycy (wytrykusy, witrykusy) – średniowieczna świecka instytucja kościelna, której zadaniem była opieka nad finansami kościelnymi przeznaczonymi na potrzeby świątynne.
W polskich źródłach witrycy pojawiają się począwszy od XIV wieku, co ma związek z zaawansowanym rozwojem świeckiego zarządzania majątkiem kościelnym. W 1420 roku arcybiskup gnieźnieński Mikołaj Trąba skodyfikował regulacje dotyczące witryków, które określały konieczność powoływania w oktawę Bożego Narodzenia dwóch witryków z roczną kadencją w każdej parafii. Witrycy mieli być wybierani głosami plebana, kolatora kościoła i osoby wchodzące w skład wspólnoty parafialnej, reprezentowane przez starszyznę.